# 持田記念学術賞
持田記念学術賞（もちだきねんがくじゅつしょう）は、持田記念医学薬学振興財団が授与する日本の学術賞。生命科学を中心とする医学、薬学及び、それに関連する物理学、化学、工学、生物学等の先見的独創的研究を対象とする。

## 受賞者
- 1984年度 島田和典、笹月健彦
- 1985年度 野本明男、日野亨
- 1986年度 加藤巌、矢﨑義雄
- 1987年度 多田富雄 、滝島任
- 1988年度 吉田博、内野治人
- 1989年度 濱岡利之、日高弘義
- 1990年度 石浜明、松森昭
- 1991年度 高久史麿、鈴木和夫
- 1992年度 高津聖志、長田重一
- 1993年度 田坂賢二、河盛隆造
- 1994年度 中村敏一、二井將光
- 1995年度 谷口維紹、黒川清
- 1996年度 春日雅人、今井正
- 1997年度 真弓忠、佐々木英忠
- 1998年度 平野俊夫、平井久丸
- 1999年度 菅村和夫、浅島誠
- 2000年度 永井良三、長野哲雄
- 2001年度 清水孝雄、 中尾一和
- 2002年度 門脇孝、西川伸一
- 2003年度 宮園浩平、坂口志文
- 2004年度 清野進、菊谷仁
- 2005年度 小室一成、堅田利明
- 2006年度 西山幸廣、深見希代子
- 2007年度 吉村昭彦、井上純一郎
- 2008年度 加藤茂明、高柳広
- 2009年度 濡木理、杉山雄一
- 2010年度 間野博行、林﨑良英
- 2011年度 福田恵一、松田道行
- 2012年度 松本邦弘、熊ノ郷淳
- 2013年度 一條秀憲、坂野仁
- 2014年度 辻省次、小川誠司
- 2015年度 横山茂之、鍋島陽一
- 2016年度 水島昇、本田賢也
- 2017年度 吉森保 、岩井一宏
- 2018年度 斎藤通紀、村田茂穂
- 2019年度 浦野泰照、竹田潔
- 2020年度 佐藤俊朗、胡桃坂仁志
- 2021年度 西村栄美、大野博司
- 2022年度 岡野栄之、中山敬一
- 2023年度 武部貴則、岩坪威、黒﨑知博
- 2024年度 椛島健治、中西真